# IBM System/38
O System/38 era um minicomputador e plataforma de servidor de computador de médio porte fabricado e vendido pela IBM Corporation. A IBM anunciou o System/38 em 1978. O System/38 tinha endereçamento de 48 bits, único para a época, e um novo sistema de banco de dados integrado. Foi orientado para um ambiente de sistema multiusuário. O sistema típico processava de uma dúzia a várias dezenas de terminais.